# Martina Furdek-Hajdin
Martina Furdek-Hajdin (ur. 30 września 1972) – chorwacka polityczka, od 2020 roku żupanka żupanii karlowackiej.

## Życiorys
W 1991 roku ukończyła gimnazjum w Karlovac. W 1998 roku uzyskała tytuł inżyniera architektury na uniwersytecie w Zagrzebiu. Po studiach pracowała w prywatnych biurach architektonicznych. W latach 2006–2007 była zatrudniona w wydziale ds. inspekcji w ministerstwie ochrony środowiska, planowania przestrzennego i budownictwa. Następnie pracowała w urzędzie miasta Kralovac, najpierw jako konsultantka ds. planowania przestrzennego, a później jako kierowniczka ds. planowania przestrzennego, budownictwa i ochrony środowiska.
Jest członkinią Chorwackiego Stowarzyszenia Inżynierów i Architektów, a także wiceprzewodniczącą Stowarzyszenia Nikola Tesla Network.

### Kariera samorządowa
W wyborach samorządowych w 2017 roku Chorwacka Wspólnota Demokratyczna ogłosiła ją jako kandydatkę na urząd wiceżupana żupanii kralowackiej w ramach kampanii Damira Jelića. W tym samym roku objęła tę funkcję. 2 lutego 2020, w wyniku rezygnacji Jelića, przejęła obowiązki żupana. W lutym 2021 roku HDZ przedstawiła ją jako swoją kandydatkę w najbliższych wyborach samorządowych na urząd żupana. W maju tego samego roku została wybrana żupanką żupanii karlowackiej.
24 maja 2022 roku została zastępcą członka w Europejskim Komitecie Regionów, w którym dołączyła do frakcji Europejskiej Partii Ludowej. Formalnie dołączyła do HDZ. W maju 2024 roku kandydowała do Parlamentu Chorwacji zdobywając mandat, z którego zrezygnowała w związku z brakiem możliwości łączenia funkcji. Jej zastępcą został Damir Mandić.